# Centrul de eLearning
Centrul de eLearning (CeL) este centrul de învățământ la distanță al Universității Polithenica din Timișoara. Acesta are ca principal scop implementarea, gestionarea și promovarea învățământului în mediul online în cadrul instituției și este recunoscut, printre altele, pentru dezvoltarea Campusului virtual al UPT.

## Istoric
Centrul de  eLearning (CeL) a fost înființat în data de 11.02.1998 sub denumirea de „Centrul de Învățământ la Distanță” (CID / CSID). Parte integrantă a Universității Politehnica din Timișoara, centrul a fost înființat în cadrul programului PHARE „Multi-Country Co-operation and Distance Education” (1994-1999) derulat de European Training Foundation (ETF).
În data de 01.11.2012 Statutul Centrul de eLearning este revizuit de către Senatul Univesității Politehnica. În același timp, centrul obține denumirea sub care este cunoscut în prezent: „Centrul de eLearning”.
Conform Cartei UPT Arhivat în 2 aprilie 2012, la Wayback Machine., Centrul de eLearning este unitatea care asigură facultăților și departamentelor Universității suportul tehnic și instrucțional pentru implementarea și întrebuințarea tehnologiilor de e-learning în cadrul tuturor formelor de învățământ: cu frecvență, cu frecvență redusă, la distanță, atât la programele de studii de formare inițială, cât și la cele de educație permanentă.
Din anul 1996 UPT oferă, prin intermediul CeL două specializări de învățământ la distanță pentru ciclu licență:
1. Tehnologii și Sisteme de Telecomunicații, în colaborare cu Facultatea de Electronică și Telecomunicații Arhivat în 7 ianuarie 2014, la Wayback Machine.;
2. Informatică, în colaborare cu Facultatea de Automatică și Calculatoare.

Aceste două specializări funcționează sub acest regim doar începând cu anul 2006. Până în anul 2005 ambele specializări au funcționat ca programe de studiu de scurtă durată sub denumirea de Tehnologii Audio-Video și Multimedia  respecitv Informatică Aplicată.
Conducerea centrului în perioada 1998 - 2004 i-a revenit Prof.dr.ing. Nicolae Robu și în perioada 2004 – 2008 Prof.dr.ing. Vasile Stoicu-Tivadar. Centrul de eLearning se află în prezent sub conducerea Dr.ing. Diana Andone. Responsabil academic este Prof.dr.ing. Vasile Stoicu-Tivadar iar responsabilii pentru învățământul la distanță sunt Prof.dr.ing. Lacramioara Stoicu-Tivadar din partea Facultății de Automatică și Calculatoare și Prof.dr.ing. Radu Vasiu din partea Facultății de Electronica și Telecomunicatii.

## Activități

### Academic
Universitatea Politehnica Timișoara, prin Centrul de eLearning (CeL) organizează și desfășoară programele de studiu în regim de învățământ la distanță și de învățământ online la distanță pentru: 
1. Informatică, in colaborare cu Facultatea de Automatică și Calculatoare,
2. Tehnologii și Sisteme de Telecomunicatii, în colaborare cu Facultatea de Electronică și Telecomunicații Arhivat în 7 ianuarie 2014, la Wayback Machine..

CeL a dezvoltat Campusul Virtual al UPT, mediu educațional online de suport academic pentru toate facultățile UPT și pentru învățământul la distanță. CVUPT a fost re-lansat în 2009 și se afla în gestionarea CeL.

### Cercetare
Înca de la înființare, CeL a fost implicat în 7 proiecte internaționale finanțate de Uniunea Europeană și în alte proiecte de cercetare. Rezultatele se regăsesc în activitatea didactică și academică, în introducerea sistemului de e-learning. 
CeL a fost primul care a introdus în România un mediu educațional virtual (VLE), prin dezvoltarea și integrarea de module de învățământ online  și învătământ flexibil pentru studenții de la specializările de formare academică. Dezvoltată începând cu 2000 de către specialiștii noștri, platforma CeL  a  fost constant modificată și îmbunătățită.
Acest mediu educațional este acum Campusul Virtual al UPT – CVUPT- un sistem bazat pe Moodle ce cuprinde:
- Managementul academic (LMS Learning management system): interfață de gestionare studenți, profesori, examene, rezultate, informații cursuri
- Suport academic de învățare (CMS Course management System) : cursuri online , materiale de laborator online sau in format electronic, podcasting.

Începand cu anul 2008 CeL este implicat într-o serie de proiecte de fonduri structurale finanțate de EU prin Fondul Social European. 

### Educație
Universitatea Politehnica Timișoara, prin Centrul de eLearning (CeL) organizeaza și desfășoară programele de studiu în regim de învățământ la distanță pentru specializările:
1. Informatică, în colaborare cu Facultatea de Automatică și Calculatoare
2. Tehnologii și Sisteme de Telecomunicații, în colaborare cu Facultatea de Electronică și Telecomunicații Arhivat în 7 ianuarie 2014, la Wayback Machine..

Programele de studiu sunt acreditate de către ARACIS . 

## Parteneriate
Încă de la înființare, CeL a fost implicat în 7 proiecte internaționale finanțate de Uniunea Europeană și în alte proiecte de cercetare. Rezultatele se regăsesc în activitatea didactică și academică, în introducerea sistemului de e-learning. Începând cu anul 2008 CeL este implicat într-o serie de proiecte de fonduri structurale finanțate de UE prin Fondul Social European. 
Centrul de eLearning este partener instituțional în asociațiile de profil:

EDEN Arhivat în 3 mai 2012, la Wayback Machine.  - European Distance Education and E-learning Network  

EATA – European Association for Telematics Applications

IADIS - International Association for Development of the Information Society

Și partener colaborator la EADTU – European Association of Distance Teaching Universities

Centrul de eLearning (CeL) colaborează în programe academice, proiecte sau cercetare cu diverse universități sau instituții, companii din Europa, SUA sau Canada:
Europa

Oulu University of Applied Sciences Arhivat în 8 februarie 2005, la Wayback Machine., Finland

University of Brighton, UK

Institute of Education Arhivat în 14 februarie 2016, la Wayback Machine., London, UK

Institute of Educational Technologies, Open University, UK

Università degli Studi di Palermo, Italy

Université de Nice Sophia-Antipolis Arhivat în 15 aprilie 2012, la Wayback Machine., Nice, France

Baltic Education Technologies Institute, Lithuania

University of Technology, Kaunas, Lithuania

University of Miskolc Arhivat în 6 ianuarie 2014, la Wayback Machine., Hungary

University of Gödöllo, Hungary

University of St. Pölten, Austria

University of Applied Sciences Salzburg, Austria

VISIONI Di Caro arch. Ernesta[nefuncțională]
, Italy

Euro-Contact Business School, Hungary

JME Associates Ltd, UK

SUA

Bentley University, Boston, Massachusets, USA
Canada

Athabasca University, Edmonton, CA
Romania

Universitatea Tehnică din Cluj-Napoca

Universitatea Transilvania din Brașov

Universitatea Politehnica București

Universitatea Babeș-Bolyai Cluj-Napoca

## Proiecte
În ultimii 10 ani, Centrul de eLearning a fost implicat în 13 proiecte internaționale finanțate de Uniunea Europeană. În prezent, este implicat în implementarea a alte 3 proiecte finanțate din fonduri structurale, având ca scop consolidarea utilizării tehnologiei informației și comunicațiilor în sistemele educaționale, la toate nivelurile.

### Proiecte Europene

#### TAFCITY
Proiectul The Age Friendly City - TAFCity are ca obiectiv transferul metodologiilor educaționale inovatoare pentru a înțelege conceptul de îmbătrânire activă. Proiectul promovează conceptul orașului accesibil tuturor categoriilor de vârstă în orașele și municipalitățile partenere.

Proiectul se desfășoară pe o perioadă de 24 de luni și are ca grup țintă angajați din turism și alte sectoare de servicii, servicii ale administrației locale, profesori și studenți implicați în turism și alte sectoare de servicii.

Proiectul reunește opt parteneri din șapte țări : CDEA (Spania), Norton Radstock College (Marea Britanie), Matia Innova (Spania), Insignare Associacao de Ensino e Formacao (Portugalia), Srednja šola za gostinstvo in turizem Maribor (Slovenia), Universitatea Politehnica Timișoara (România), Euro Contact Business School (Ungaria), European Forum for Vocational Education and Training (Belgia).

#### SKILL2E
Proiectul Sustainable Know-How in Intercultural Learning in Student Placements and the Knowledge Transfer to Enterprises – SKILL2E s-a derulat in cadrul programului LLP în perioada 2010-2012.

Obiectivul proiectului este pregătirea absolvenților din învățământul superior pentru viitoarele medii de lucru, luând în considerare colaborarea multiculturală, interorganizațională și intersectorială.

Abordarea SKILL2E este independentă de sector sau domeniu. Proiectul oferă un concept holistic referitor la modul în care dobândirea și îmbunătățirea abilităților interculturale prin plasamente transnaționale în companii pot fi integrate cu succes în oferta educațională. Mai mult, abordarea proiectului se concentrează pe modul în care această integrare poate fi optimizată și validată pentru a se asigura alinierea la scopul propus.

Partenerii Centrului de eLearning în cadrul proiectului SKILL2E sunt Salzburg University of Applied Sciences (Austria), University of Alicante (Spania), Arcada University of Applied Sciences (Helsinki, Finlanda), Mugla University (Turcia), Southampton Solent University (Marea Britanie).

#### CBVI
Centrul de eLearning a desfășurat proiectul Cross Border Virtual Incubator – CBVI în cadrul programului LLP în perioada 2010-2012.

Obiectivul CBVI este să ofere suport în mod flexibil angajaților și studenților pentru a promova antreprenoriatul și dezvoltarea de afaceri. Proiectul urmărește să identifice un mediu social și antreprenorial care să accelereze dezvoltarea noilor afaceri și a schimbului internațional de cunoștințe.

Proiectul este o colaborare între 17 parteneri din 11 țări: Olanda, Germania, Spania, Ungaria, Marea Britanie, România, Austria, Estonia, Suedia, Italia și Polonia. Grupul central de parteneri avea deja experiență în alte proiecte europene pe tema integrării pe piața muncii, dar grupul inițial a fost extins prin colaborarea cu alte patru universități și cu 5 IMM-uri.

#### I2AGORA
Proiectul International Internship AGORA – I2AGORA a fost derulat în cadrul programului LLP în perioada 2011-2012.

I2AGORA și-a propus să contribuie la dezvoltarea și extinderea abilităților profesionale ale studenților din interiorul și din afara sistemului de învățământ convențional. Acest lucru se realizează prin diseminarea, promovarea și valorizarea unor strategii moderne și flexibile de integrare pe piața muncii, având ca țintă principalii operatori educaționali din Europa, persoane cu putere de decizie în domeniu și rețele de e-learning.

Principalul obiectiv al proiectului I2AGORA este să evidențieze potențialul sinergic al proiectelor europene care abordează acest domeniu. În cadrul proiectului vor fi dezvoltate programe pilot "Internship2.0" care vor implica studenți din întreaga Uniune Europeană în diferite activități de dezvoltare.

Centrul de eLearning a avut ca parteneri în acest proiect următoarele instituții : University of Miskolc (Ungaria), European Association of Distance Teaching Universities (EADTU, Olanda), Catholic University of Leuven (Belgia), Oulu University of Applied Sciences (Finlanda),Incubatorul de Afaceri Software Timișoara (UBIT, România), National Distance Education University (UNED, Madrid, Spania), Open University (Heerlen, Olanda), Tallinn University (Estonia), Camera de Comerț și Industrie Borsod-Abaúj-Zemplén (Miskolc, Ungaria), Euro-Contact Business School (Budapesta, Ungaria).

#### ViCaDiS
Proiectul ViCaDiS – Virtual Campus for Digital Students a fost derulat în cadrul programului LLP în perioada 2007-2010. 

Principalul obiectiv al proiectului este crearea unui campus virtual pentru studenții digitali cu scopul de a furniza resurse și instrumente educaționale disponibile și accesibile tuturor studenților și de a asigura interoperabilitatea diferitelor medii de e-learning din universitățile partenere.

ViCaDiS oferă studenților instrumente pe care aceștia le utilizează în mod frecvent în afara spațiului educațional (wiki, blog, forum, IM, podcast, RSS). Astfel, ViCaDiS încurajează atractivitatea curriculei universitare, îmbunătățește calitatea procesului de învățare prin încurajarea schimbului de informații și cunoștințe între studenți din universități diferite și reduce rata abandonului școlar sau demotivarea studenților în ceea ce privește învățatul.

Proiectul a fost o colaborare a Centrului de eLearning cu Universita degli Studi di Palermo (Italia), Baltic Education Technologies Institute (Lituania), University of Miskolc (Ungaria), Oulu University of Applied Sciences (Finlanda),University of Brighton (Marea Britanie), Visioni Di Caro arch. Ernesta (Italia), Euro-Contact Business School (Ungaria), Bridgeman SRL (România), JME Associates Ltd (Marea Britanie).

#### ESIL
Proiectul ESIL - European Sustainable Innovation License (for SME´s) a fost dezvoltat în cadrul programului Leonardo da Vinci II în perioada 2008-2010. 

ESIL și-a propus să consolideze programe de pregătire în domeniile inovației și sustenabilității, programe adresate IMM-urilor din mai multe state membre ale Uniunii Europene (Austria, Italia, Germania, Slovenia, Estonia). Mai mult, ESIL are ca scop diseminarea metodei prin intermediul unor proceduri definite către alte state membre precum Irlanda, Cehia și România.

ESIL consolidează și integrează rezultatele unor programe de pregătire anterioare în domeniul inovației și dezvoltării sustenabile, urmând să disemineze cunoștințele către aproximativ 60 de IMM-uri din patru țări și către intermediari precum Camere de Comerț și Industrie sau asociații industriale din șapte țări partenere.

#### Creative Trainer
Proiectul Creative Trainer a fost implementat în perioada 2007-2009 în cadrul programului Leonardo da Vinci II.

Proiectul Creative Trainer facilitează pregătirea profesorilor și trainerilor din țările partenere în domeniile creativității și managementului inovării. Beneficiarii acestei pregătiri sunt apoi capabili să utilizeze această experiență pentru a-și pregăti elevi și studenții.
 Această experiență are și un rol în susținerea implementării unor proiecte de generare de idei la nivelul companiilor.

Obiectivele proiectului Creative Trainer se referă la asigurarea educației suplimentare pentru companiile care activează în domeniile creativității și inovației, la transferul de cunoștințe în ceea ce privește metodele avansate de creativitate și la crearea concurenței prin intermediul ideilor noi și inovației. 

Proiectul Creative Trainer I a fost derulat în parteneriat de următoarele instituții: Innofinanz GmbH (Austria), Pädagogische Hochschule Wien (Austria), Innova (Italia), Unioncamere Veneto (Italia), Philean (România), Point Europa (Marea Britanie), LTC (Suedia), University of Maribor (Slovenia), SETEPES (Portugalia), Ja Estonia (Estonia), INIT Developments Ltd. (Marea Britanie), Drenthe College (Olanda).

#### IMM
Proiectul International On-Line Master in Multimedia (IMM – CD) a fost dezvoltat în cadrul programului Socrates Erasmus Curriculum Development și a fost implementat în perioada 2004-2007.

Proiectul vine în întâmpinarea nevoii educaționale din domeniul multimedia. Există o cerere pe piața muncii pentru absolvenți ai unor specializări multimedia, atât în calitate de angajați ai unor companii mari, cât și în calitate de consultanți independenți. Grupul țintă pentru noul program de studiu este reprezentat atât de absolvenți ai primului nivel de studii universitare în domeniul tehnologii și media, cât și de persoane din domenii conexe care nu permit perioade de trening în afara companiei.

Principalul obiectiv al proiectului IMM este dezvoltarea unui program de studii masterale în domeniul multimedia care să fie furnizat prin intermediul tehnologiilor învățământului la distanță și care să poată fi aplicat și adaptat de toate țările participante, asigurându-se astfel un nivel unitar în toată Europa.

Centrul de eLearning a derulat parteneriatul în colaborare cu universități si companii din România, Ungaria, Franța, Marea Britanie, Lituania și Slovacia: Fundația e-Collegium (Ungaria), JME Associates (Marea Britanie), Kaunas University of Technology (Lituania), Mimoza Communications (Ungaria), St. Polten University (Austria), Szent Istvan University (Godollo, Ungaria), Université de Nice-Sophia Antipolis (Franța).

#### E-REPORT
Proiectul E-REPORT. Transnational virtual study circles: e-learning supports for tutorship and learning groups (ro. Cercuri de studiu transnaționale: e-learning pentru tutorat și grupuri de studiu) a fost derulat în perioada 2005-2007 și s-a înscris în programul Leonardo da Vinci II.

Proiectul E-REPORT are ca obiectiv crearea unei baze comunitare de materiale de referință în ceea ce privește dezvoltarea metodelor inovative și a bunelor practici în domeniul sistemelor de e-learning pentru universități și institute vocaționale. Proiectul vizează în special dezvoltarea unei baze pentru constituirea unui cerc virtual  transnațional de studii.

Centrul de eLearning a implementat acest proiect în parteneriat cu Università degli Studi di Palermo (Italia), University of Salzburg (Austria), Confederación Empresarial de la Provincia de Alicante – COEPA (Spania), Gotland University (Suedia), Karolinska Institute (Stockholm, Suedia).

#### METOIM
Proiectul Measure to Improve (METOIM) a fost derulat în cadrul programului Leonardo da Vinci II în perioada 2004-2006.

Principalele obiective ale proiectului sunt conștientizarea muncitorilor și persoanelor cu putere de decizie în ceea ce privește importanța pregătirii vocaționale și a dezvoltării de abilități și competențe pe tot parcursul vieții, implementarea și testarea unui instrument TIC inovator care să poată fi transferat în diferite contexte și promovarea egalității de șanse.

Centrul de eLearning a implementat proiectul METOIM în parteneriat cu IAL Toscana (Italia), BFI Steiermark Graz (Austria), M2A Technologies (Franța), Macedonian Institute of Employment (MAKINE, Grecia), OFA Kht. (Ungaria).

#### e2Engineering
Proiectul e2Engineering a fost dezvoltat în perioada 2004-2006 în cadrul programului Leonardo da Vinci II.

Obiectivul principal al proiectului e2Engineering este dezvoltarea unor instrumente IT care să faciliteze educația online în domeniile tehnice, mai ales în ingineria asistată de calculator. Proiectul urmărește dezvoltarea unor cursuri și a unor exemple de reușite tehnice remarcabile și oferirea acestora online prin intermediul platformei de e-learning COEDU. Cursurile sunt dezvoltate în parteneriat și sunt traduse și oferite gratuit în cinci limbi: engleză, maghiară, româna, poloneză și slovacă. 

Centrul de eLearning a colaborat în cadrul acestui proiect cu Szent Istvan University (Godollo, Ungaria), Fundația E-Collegium (Ungaria), North Hungarian Regional Distance Education Center (Ungaria), European Association of Distance Teaching Universities (Olanda), Gdansk University of Technology (Polonia), Plasmaterm SA (România), Technical University of Kosice (Slovacia), AdSurfEng Ltd. (Marea Britanie), JME Associates (Marea Britanie).

#### e-Taster
Proiectul e-Taster: short, free on-line courses – ″tasters″ – for multilingual, international delivery (ro. cursuri online scurte și gratuite pentru distribuția internațională, multilingvă) a fost implementat în perioada 2004-2006 în cadrul programului Socrates Minerva.

Proiectul e-Taster urmărește dezvoltarea unei platforme multilingve pentru furnizarea de cursuri sub forma de e-learning. Proiectul are ca obiectiv dezvoltarea unor cursuri online scurte, mostre ale unor cursuri complete care să fie furnizate comercial. 

Proiectul a reprezentat o colaborare a Centrului de eLearning cu North Hungarian Regional Distance Education Center (Ungaria), E-Collegium Foundation (Ungaria), Mimoza Communications (Ungaria), European Association of Distance Teaching Universities (Olanda), University of East London (Marea Britanie), University of Plovdiv "Paisii Hilendarski" (Bulgaria), Kaunas Regional Distance Education Study Centre at Kaunas University of Technology (Lituania).

#### REMOTE
Proiectul Retail Education Mechanism for On-line Training in Europe (REMOTE) a fost implementat între 2003 și 2005 în cadrul programului Leonardo da Vinci II.

REMOTE a fost dezvoltat ca un produs inovativ care implică tehnologia informației și telecomunicațiilor în educație cu scopul de a oferi suport educabililor cu nevoi speciale în vederea găsirii și păstrării unui loc de muncă. Proiectul urmărește să dezvolte o calificare nouă în domeniul designului web, accesibilă unui număr mare de studenți, inclusiv celor cu dizabilități senzoriale, prin intermediul unui CD bogat în conținut. Acest program este disponibil în limbile engleză, română, germană și spaniolă.

Acest proiect a fost dezvoltat de Centrul de eLearning în parteneriat cu Ethos Associates (Northwich, Marea Britanie), Language Service Centre (Giessen, Germania) and Theta Education & Training (Madrid, Spania).

#### MISSION
Proiectul Multy-Country Integrated System Support for Improved ODL Networking (MISSION) a fost derulat în perioada 2002-2003 în cadrul programului Socrates Minerva.

Proiectul MISSION urmărește creșterea eficienței și întărirea legăturilor dintre centrele pentru învățământul la distanță din Europa Centrală și de Est, centre înființate recent cu sprijinul Programului PHARE pentru educația la distanță. Proiectul urmărește și elaborarea unei metodologii eficiente și a unor unelte avansate pentru colaborarea internațională în domeniul educației la distanță. 

Proiectul a fost dezvoltat ca o colaborare între Centrul de eLearning și următoarele instituții: European Association of Distance Teaching Universities (Olanda), National Distance Education University (UNED, Madrid, Spania), Fundația Apertus (Budapesta, Ungaria), University of Miskolc (Ungaria), Pierre et Marie Curie University (Paris, Franța), Dublin City University (Irlanda), University of Sunderland (Anglia), dar și Centrele pentru învățământul la distanță din Plovdiv (Bulgaria), Kaunas (Lituania), Gdansk (Polonia), Cracovia (Polonia), Iași (România), Ljubljana (Slovenia), Kosice (Slovacia) și Brno (Cehia).

### Proiecte în România

#### eSTART
Proiectul eSTART - Program multi-regional de studii masterale în domeniul eActivități a fost dezvoltat în cadrul Programului Operațional Sectorial Dezvoltarea Resurselor Umane (POSDRU) și derulat în perioada 2010-2013.

Obiectivul proiectului este crearea de noi oportunități de învățare și profesionalizare prin dezvoltarea unui program de studii la nivel de master în domeniul eActivități (e-Afaceri, e-Guvernare, e-Media, e-Sănătate) coordonat de mai multe universități, într-un cadru de cooperare interuniversitară la nivel multi-regional și utilizând noile tehnologii informaționale în procesul de educație. Programul va fi pilotat în vederea formării de profesioniști în domeniul utilizării, realizării, implementării și dezvoltării e-serviciilor, e-activităților, e-aplicațiilor precum și a platformelor și tehnologiilor aferente.

Centrul de eLearning organizează acest program în colaborare cu Universitatea Tehnică din Cluj-Napoca, Universitatea Transilvania din Brașov și Universitatea Babes-Bolyai din Cluj-Napoca.

#### DidaTec
Proiectul DidaTec - Școala universitară de formare inițială și continuă a personalului didactic și a trainerilor din domeniul specializărilor tehnice și inginerești este derulat în perioada 2010-2013 și este realizat în cadrul Programului Operațional Sectorial Dezvoltarea Resurselor Umane (POSDRU).

Proiectul are ca obiectiv general îmbunătățirea procesului de educație și formare din învățământul universitar tehnic prin realizarea unui program de formare inițială și continuă a personalului didactic. Acest program complet și unitar la nivel național este axat pe integrarea tehnicilor interactive de predare-învățare și a TIC în rândul competențelor.

Programul va fi pilotat în vederea formării (continue) a personalului didactic existent și respectiv pentru instruirea (formarea inițială) de tineri specialiști în domeniul educației inginerești pentru asigurarea unui învățământ tehnic superior de calitate, în concordanță cu cerințele mediului economic.

Partenerii Centrului de eLearning în acest proiect sunt Universitatea Tehnică din Cluj-Napoca și Universitatea Transilvania din Brașov.

#### IS
Proiectul IS - Întreprindere simulata pentru tehnici de lucru în companiile tehnologice a fost dezvoltat în cadrul Programului Operațional Sectorial Dezvoltarea Resurselor Umane (POSDRU) și derulat în perioada 2010-2013.

Obiectivul general al proiectului este creșterea adaptabilității și integrării unui număr de 600 de viitori absolvenți de studii universitare de licența și masterat pe piața muncii, în contextul societății bazate pe cunoaștere. Proiectul propune utilizarea unui instrument inovator, conceptul de întreprindere simulată, adaptat realităților economice și cerințelor pieței muncii din România.

Publicul țintă este format din studenți din cadrul celor trei universități partenere, înscriși la unul din cele 4 domenii de studiu alese pentru dezvoltarea proiectului (informatică, calculatoare și tehnologia informației, inginerie electronică și telecomunicații și ingineria sistemelor) și din tutori de la companiile interesate de selecția, recrutarea și formarea studenților în spiritul competențelor necesare la locul de muncă.

Acest proiect se bazează pe un parteneriat între Ministerul Educației, Cercetării, Tineretului și Sportului în calitate de beneficiar, Universitatea Politehnica din București, Universitatea Politehnica din Timișoara, Universitatea Constantin Brâncuși din Târgu-Jiu, Novensys Corporation (București) în calitate de partener IT și Gold Agama Consulting în calitate de partener de comunicare.

## Campus Virtual

### Istoric
Centrul de eLearning al Universității Politehnica din Timișoara a inițiat proiectul Campus Virtual (CVUPT), care reprezintă un mediu educațional exclusiv online care oferă suport academic pentru toate facultățile UPT, cât și pentru învățământul la distanță. 
Campusul Virtual integrează module de online learning și mobile learning puse la dispoziția studenților din cadrul ciclurilor de învățământ la distanță, cât și suportul academic și administrativ pentru studenții la Masterat și Doctorat.
Platforma Campus Virtual vine în sprijinul studenților Universității Politehnica, constituind o interfață de comunicare eficientă între administrație, profesori și studenți, precum și o baza de interacțiune nemijlocită între profesori și studenți. 
Denumită inițial Platforma CeL, ceea ce este în prezent Campusul Virtual al Universității Politehnica a fost îmbunătățită constant până la operarea pe un sistem Moodle, bazat pe principiul open-source.  

### Conținut
Prin Campusul Virtual studenții, personalul didactic și cel administrativ pot beneficia de următoarele utilități:
- Management Academic sub forma interfeței de gestionare a studenților, profesorilor, examenelor, rezultatelor, informațiilor despre cursuri;
- Suport academic de învățare sub formă de cursuri online, materiale de laborator online sau în format electronic, pod-casting;
- Comunicare și unelte web 2.0: forum, blog, wiki, serviciu de mesagerie și SMS etc.

Modul de funcționare al Campusului Virtual oferă conturi personalizate pentru administrație, profesori și studenți, structură personalizată în funcție de specializare și posibilitatea introducerii materialului de curs și/sau seminar/laborator/proiect în spațiul alocat cursului. 
Unele dintre avantajele acestui mod de lucru sunt: suport online constant și continuu, unelte de comunicare eficientă, unelte de susținere/predare/desfășurare a activităților, îmbunătățirea vieții academice precum și motivarea și implicarea studenților.

### Structură
Interfața Campusului Virtual cuprinde mai multe meniuri, personalizate în raport cu funcția pe care o ocupă utilizatorul sau de specializarea la care studiază sau este implicat în procesul de predare. 
Meniul principal pentru studenți cuprinde următoarele secțiuni: 
- UPT care redirecționează spre site-ul Universității Politehnica din Timișoara;
- CeL care redirecționează spre site-ul Centrului de eLearning;
- Meniul Meu: Profil, Calendar, Fișierele Mele;
- My Courses unde sunt cuprinse linkuri spre fiecare curs la care participă studentul respectiv; [76]

Platforma Campus Virtual include de asemenea meniuri laterale care facilitează navigarea și instrumente precum calendar, modificare setări, mesagerie, ultimele știri sau studenți online.